# Zinna

Zinna  est une ancienne commune de Saxe (Allemagne), située dans l'arrondissement de Saxe-du-Nord, dans le district de Leipzig. Depuis le 1er janvier 2013, elle est rattachée à la ville de Torgau.